# Tanja Schwarz

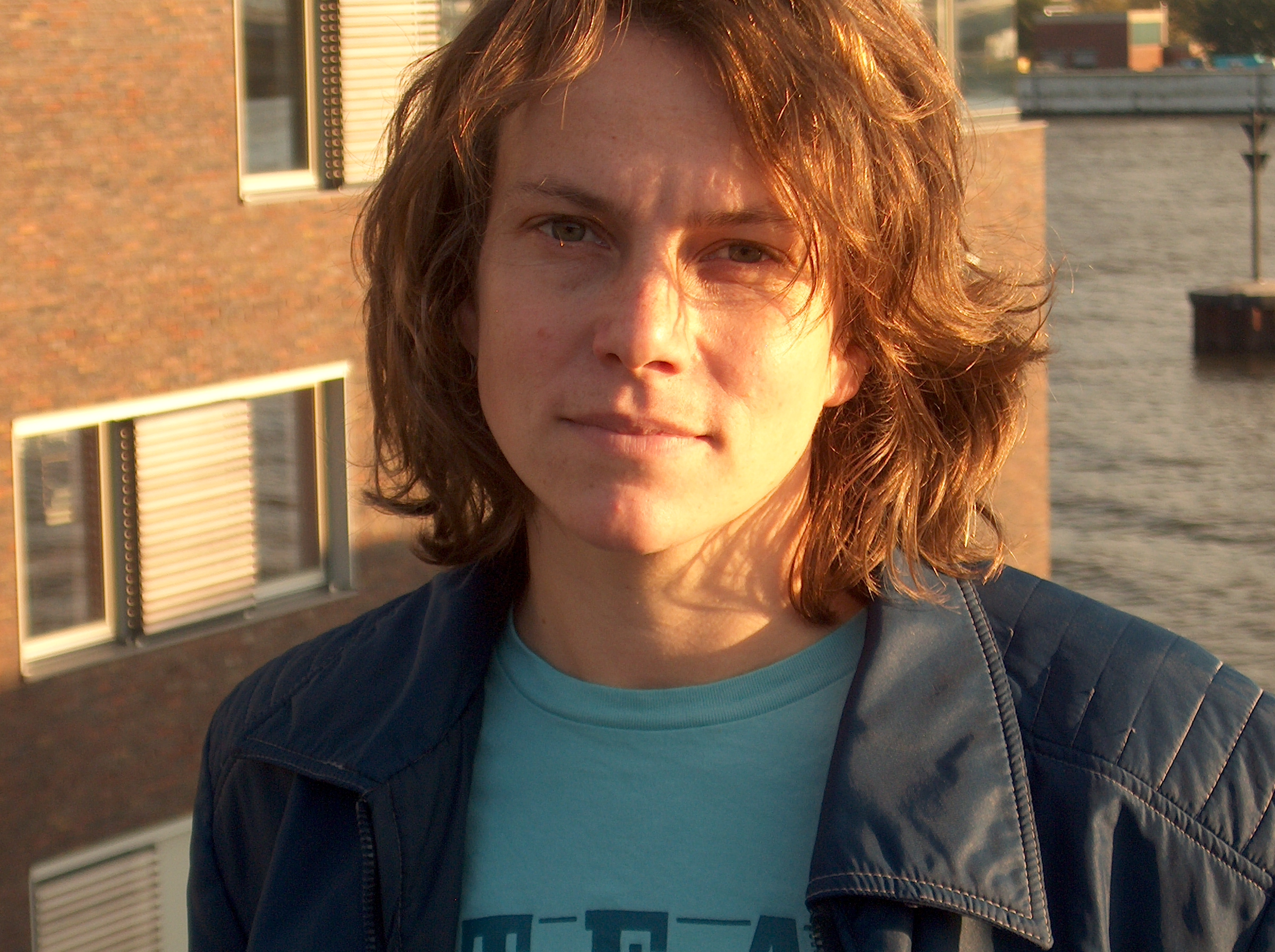
Tanja Schwarz

Tanja Schwarz (* 1. Dezember 1970 in Hechingen) ist eine deutsche Schriftstellerin.

## Leben
Schwarz wuchs in Balingen und Reutlingen auf. Nach dem Abitur im Jahre 1990 nahm sie Schauspiel- und Gesangsunterricht. Von 1992 bis 1994 studierte sie Theater- und Filmwissenschaft an der Freien Universität Berlin und von 1994 bis 1996 Soziologie sowie Germanistik an der Georg-August-Universität Göttingen. Ab 1996 besuchte Schwarz, die in den Achtzigerjahren mit dem Verfassen erzählender Prosa begonnen hatte, das Deutsche Literaturinstitut in Leipzig; sie schloss dieses Studium 2000 mit dem Diplom ab. Nach Aufenthalten in Leipzig und Berlin lebt die Autorin in Hamburg (Stand 2016).
Schwarz erhielt 2002 je ein Stipendium der Kunststiftung Baden-Württemberg, der Arno-Schmidt-Stiftung und des Künstlerhauses Schloss Wiepersdorf sowie 2005 das Stipendium des Heinrich-Heine-Hauses der Stadt Lüneburg.
Seit 1996 veröffentlicht Schwarz in Zeitschriften wie Edit und in Anthologien. 1998 erschien Was macht Pepper in Das Ende der Nibelungen und andere Erzählungen in der Jahresauswahl des MDR-Literaturwettbewerbs beim Verlag Faber & Faber.
2001 erschien ihr Erzählungsband Der nächtliche Skater mit zwölf Erzählungen beim Gustav Kiepenheuer Verlag. Im Jahr 2004 erschien die Geschichte Gordon in Ziegel – Hamburger Jahrbuch für Literatur 9 bei Dölling und Galitz Verlag. 2006 wurde ihre Geschichte Hindushirt in dem Taschenbuch Summerlove, erotische Geschichten beim Aufbau Taschenbuch Verlag veröffentlicht.
2019 erschien bei Amazon Kindle der Weltroman.

## Werke
- Der nächtliche Skater. Gustav Kiepenheuer Verlag, Leipzig 2001, ISBN 978-3378006386. (Erzählungen)
- Weltroman. Textem, Hamburg 2019.
- In neuem Licht : Romanminiaturen. Hanser, München 2021.
- Vaters Stimme. Hanserblau, München 2023.